# Dröstorps naturvårdsområde
Dröstorps naturvårdsområde är ett Naturvårdsområde (som sedan 1998 likställt med naturreservat) i Mörbylånga kommun i Kalmar län.
Området är naturskyddat sedan 1998 och är 909 hektar stort. Reservatet består av  hällmarksalvar. 